# Woodiphora chaoi
Woodiphora chaoi är en tvåvingeart som beskrevs av Ronald Henry Lambert Disney 2005. Woodiphora chaoi ingår i släktet Woodiphora och familjen puckelflugor.
Artens utbredningsområde är Taiwan. Inga underarter finns listade i Catalogue of Life.